# Marcia Parsons
Marcia Parsons (* 23. April 1948 in Red Deer, Alberta) ist eine ehemalige kanadische Eisschnellläuferin.
Parsons nahm nur in der Saison 1967/68 an internationalen Rennen teil. Dabei belegte sie bei der Mehrkampfweltmeisterschaft 1968 in Helsinki den 30. Platz im Mini-Mehrkampf und startete bei den Olympischen Winterspielen 1968 in Grenoble bei allen vier Läufen. Dabei kam sie auf den 24. Platz über 1500 m, auf den 23. Rang über 500 m, auf den 22. Platz über 3000 m und auf den 21. Platz über 1000 m.

## Persönliche Bestzeiten
| Disziplin | Zeit       | Datum            | Ort      |
| --------- | ---------- | ---------------- | -------- |
| 500 m     | 47,2 s     | 3. Februar 1968  | Davos    |
| 1000 m    | 1:37,7 min | 11. Februar 1968 | Grenoble |
| 1500 m    | 2:34,4 min | 10. Februar 1968 | Grenoble |
| 3000 m    | 5:29,5 min | 12. Februar 1968 | Grenoble |